# Казе Мори (Тревизо)
Казе Мори је насеље у Италији у округу Тревизо, региону Венето.
Према процени из 2011. у насељу је живело 49 становника. Насеље се налази на надморској висини од 56 м.